# جعفر باشا
جعفر باشا سياسي عثماني شغل منصب والي مصر منذ 1618 حتى 1619.